# Ra’s al Ghul
Ra’s al Ghul (lateinische Transliteration des arabischen Ra's al-Ghul / رأس الغول / Raʾs al-Ġūl / ‚Haupt des Dämons‘; englisch head of the demon oder Demon's Head) ist ein fiktiver Bösewicht und in den Werken des US-amerikanischen Verlags DC Comics ein Gegenspieler Batmans. Es ist außerdem der Titel einer Reihe von Comicpublikationen, die DC Comics seit 1986 herausgibt.
Die Ra's-al-Ghul-Geschichten beschreiben die Taten des gleichnamigen arabischen Weltverbesserers und Terroristen. Angesiedelt sind die Comics durchweg in einem Mischbereich der Genres des Science-Fiction/Fantasy-Comics und des Abenteuercomics. Hinzu kommen Anleihen aus Mystik, Esoterik und Okkultismus.

## Ra’s al Ghul als Gegenspieler Batmans
Erstes Auftreten: Ra’s al Ghul erscheint erstmals im Juni 1971 in Batman #232 „Tochter des Dämons“. Doch bereits unmittelbar davor im Mai wird er von seiner Tochter Talia erwähnt, in Detective Comics #411. Ra’s al Ghul benutzt eine sogenannte Lazarusgrube, um sein Leben fortwährend zu verlängern, aber er hat dies laut eigener Aussage schon zu oft getan, und bald schon wird dies sein Leben nicht mehr verlängern können („Die Lazarusgrube“). Darüber hinaus besitzt Ra’s al Ghul keine übernatürlichen Kräfte oder Fähigkeiten. Er gilt jedoch als Genie, und ihm untersteht eine ganze Organisation.
Ra’s al Ghul und Batman: Das Verhältnis Ra’s al Ghul zu Batman ist unterschiedlich: In Denny O’Neils Geschichten aus den Jahren 1971 und 1972 sucht er keine Konfrontation mit Batman, sondern setzt ihn nur einer Reihe von Prüfungen aus, weil – wie er sagt – seine Tochter Talia ihn liebt, und er Batman als Schwiegersohn und Nachfolger will („Tochter des Dämons“). In Len Weins 5-teiliger Bat-Mörder-Geschichte fingiert er seinen eigenen Mord und den seiner Tochter, und will diese Batman anlasten, um ihn in seine Arme zu treiben. 1978, in O’Neils „Erkläre ich Euch zu Batman und Frau“ (Batman Spectacular), erklärt er Batman und Talia dann zu Mann und Frau. Batman jedoch sieht, sobald er Ra’s al Ghuls verbrecherische Natur einmal erkannt hat, diesen ausschließlich als Verbrecher und Feind.
Talia und Batman: Talia betont immer wieder, dass sie Batman liebt, und rettet ihm auch mehrmals das Leben. Auch Batman ist ihr nicht abgeneigt. In Der Dämon lebt küsst er sie zum Abschied leidenschaftlich und verschont sie vor Strafe, und in Bat-Mörder erklärt er gegenüber Polizeichef Gordon: „Warum hätte ich sie töten sollen? Ich habe Talia geliebt.“
Im Gegensatz zu den meisten anderen Gegenspielern Batmans ist Ra’s al Ghul zwar auch eindeutig ein Verbrecher, aber er sieht Batman nicht unbedingt als Erzfeind, sondern mitunter auch als Wunsch-Schwiegersohn und -Nachfolger. Häufig versucht er ihm die Sinnlosigkeit seines Handeln vor Augen zu führen; dass Gotham nicht mehr gerettet werden kann und untergehen muss. Talias Beziehung zu Batman ist – ähnlich wie bei Catwoman – sowohl problematischer, als auch romantischer Natur.
Denny O’Neil schrieb in den Jahren 1971 und 1972 die folgenden acht Ra’s-al-Ghul-Geschichten:
1. In den Klauen der Killerbande (Detective Comics #411, Mai 1971)
2. Tochter des Dämons (Batman #232, Juni 1971)
3. Sumpf der Sünde (Batman #235, September 1971)
4. Rache für einen Toten (Batman #240, März 1972)
5. Bruce Wayne R.I.P. (Batman #242, Juni 1972)
6. Die Lazarusgrube (Batman #243, Juli 1972)
7. Der Dämon lebt (Batman #244, September 1972)
8. Der Mordfall Bruce Wayne (Batman #245, Oktober 1972)

Als Zeichner standen ihm dabei zur Seite: Bob Brown (1. Geschichte), Neal Adams (2. sowie 6. bis 8. Geschichte), Irv Novick (3. bis 5. Geschichte). Die Tuscheüberarbeitungen aller Geschichten erledigte Dick Giordano. Deutsche Übersetzungen finden sich in der Albenreihe Batman Klassik (alle 8 Geschichten) im Norbert Hethke Verlag, sowie in Ehapas Ehapa Superband #10 (4 der 8 Geschichten). Neue Ausgaben gibt es von Panini.
Der Autor Len Wein verfasste 1974/75 die folgenden fünf Geschichten, die einen geschlossenen Handlungsbogen bilden:
1. Batmörder! (Detective Comics #444, Dezember 1974, Originaltitel Bat-Murderer)
2. Einbruch ins Zuchthaus (Detective Comics #445, Februar 1975, Originaltitel Break in at the Big House)
3. Der Killer in Silber (Teil 1) (Detective Comics #446, April 1975, Originaltitel Slaughter In Silver)
4. Der Killer in Silber (Teil 2) (Detective Comics #447, Mai 1975, Originaltitel Enter: The Creeper)
5. In der Manege des Todes (Detective Comics #448, Mai 1976, Originaltitel Bedlam Beneath the Big Top!)

Die Geschichten 1 bis 3 wurden von Jim Aparo gezeichnet und getuscht, während die Geschichten 4 und 5 von Ernie Chua und Dick Giordano gestaltet wurden. Eine deutsche Übersetzung der Geschichten 1 bis und 5 wurde von Ehapa in den 1970er Jahren in dem Comicheft Batman Superband #3 vorgelegt.

## Ra’s al Ghul als eigenständige Figur
Nachdem die Figur Ra’s al Ghul bei den Lesern mit der Zeit auf ein immer größer werdendes Interesse stieß, begann DC Mitte der 1980er Jahre schließlich damit, Geschichten zu produzieren, die die Batman-Nebenfigur ihrerseits in den Mittelpunkt stellten. Der erste Comic mit al Ghul als Hauptcharakter war der im September 1987 veröffentlichte graphische Roman (auch: Graphic Novel) Son of the Demon, in dem der Batman-Charakter seinerseits nur mehr als eine Nebenfigur auftritt.
Danach folgten zahlreiche graphische Romane und Miniserien, die entweder unter dem Titel Ra’s al Ghul oder The Demon erschienen. Zu diesen zählen unter anderem die Graphic Novels Bride of the Demon (Dezember 1990) und Birth of the Demon (Dezember 1992) sowie die Miniserien Bane of the Demon (1996), Death and the Maidens (2003) und Ra’s al Ghul: Year One (2005; Autorin: Devin Grayson, Zeichnungen: Paul Gulacy). Tales of the Demon dagegen ist lediglich ein US-Sammelband (Tradepaperback), welches die ersten Auftritte von Ra’s al Ghul aus den frühen 1970er Jahren zusammenfasst. Dabei griff der US-Herausgeber zum Großteil auf eine frühere Nachdruckreihe mit dem Titel The Saga of Ra’s al Ghul zurück, die hierzulande vom Norbert Hethke-Verlag als Nr. 1–4 der Reihe Batman Klassik veröffentlicht wurde.
Als Autoren fungierten dabei neben al Ghuls Schöpfer Dennis O’Neil (Birth of the Demon, Tales of the Demon) der Science-Fiction-Schreiber Mike W. Barr (Son of the Demon), der Kriminalschriftsteller Greg Rucka (Death and the Maidens), sowie die Comic-Routiniers Chuck Dixon (Bane of the Demon) und Devin Grayson (Ra’s al Ghul: Year One). Zu den Zeichnern, die an diesen Werken mitarbeiteten, zählen Norm Breyfogle (Birth of the Demon), Klaus Janson (Death and the Maidens) und Graham Nolan (Bane of the Demon).

## Handlung und Hauptfigur
Der Titelheld der „al-Ghul“-Comics, Ra’s al Ghul ist ein mehr als siebenhundert Jahre alter Araber, dem es mit Hilfe eines magischen Rituals gelungen ist, bis in die Gegenwart des 20./21. Jahrhunderts zu überleben. Seine mysteriösen Verjüngungskuren ermöglichen es al Ghul zudem, seine Jugend zu erhalten.
Seinen Namen – ghul ist das arabische Wort für „Dämon“ – verdankt al Ghul dem Umstand, dass seine Feinde ihm unterstellen, er verdanke die Gabe der Unsterblichkeit einem unheilvollen Pakt mit der Hölle.
Während al Ghul die ersten Jahrhunderte seines Lebens damit zubringt, die Erde zu durchwandern, und ihren Geheimnissen auf den Grund zu gehen, wandelt er sich in späteren Jahrhunderten zu einem vom Gedanken seiner eigenen „Sendung“ durchdrungenen Fanatiker. Sein Ziel ist es fortan, die Erde von der „Krankheit der menschlichen Zivilisation“ zu reinigen und in ihren „naturgewollten Urzustand“ zurückzuversetzen. Es wird impliziert, dass seine radikale und aggressivere Haltung eine Spätfolge der häufigen Nutzung der Lazarusgrube ist, welche gewöhnlich temporalen Wahnsinn hervorruft.
In den ersten Ra’s al Ghul-Geschichten, die innerhalb der Comicserie Batman erzählt wurden, erschien „Der Dämon“ (engl. „The Demon“) zunächst als Führer eines Sektenähnlichen, mit dem der Titelheld der Batman-Comics, der maskierte „Rächer der Nacht“ und Verbrecherjäger Batman, es mehrfach zu tun bekam. Autor der ersten dieser Geschichten und Schöpfer der Figur Ra’s al Ghul und des die Figur umgebenden Handlungsszenarios war der Schriftsteller Dennis O’Neil. Die optischen Designs für al Ghul und seine wichtigsten Helfer (Talia, Ubu, Sensei u. a.) entwickelte der Zeichner Neal Adams, dessen Konzepte im Wesentlichen bis heute unverändert geblieben sind. Die erste al Ghul-Geschichte erschien in Batman #232 vom Juni 1971.
Al Ghuls Herkunftsgeschichte wurde indessen erst 1992 in dem Band Birth of the Demon offengelegt: Dort erfährt man, dass al Ghul als Sohn einer Beduinenfamilie auf der arabischen Halbinsel aufwuchs. Bei einer seiner Reisen durch eine nicht näher bezeichnete Wüste dieser Gegend entdeckt er schließlich die sogenannte Lazarusgrube, eine antike Ritenstätte, die demjenigen, der in ihr badet, ein verlängertes Leben und neue Jugend schenkt.
Durch die regelmäßige Benutzung dieser Grube ist es al Ghul möglich gewesen, den natürlichen Alterungsprozess seines Körpers aufzuhalten und sich so körperlich mehrfach zu verjüngen, seine körperliche Jugendlichkeit gewissermaßen einzufrieren: Infolgedessen war es ihm möglich, bis in die Gegenwart des 21. Jahrhunderts zu überleben. Sein Alter wird in verschiedenen Geschichten mit unterschiedlichen Zahlen beziffert: Einigen Geschichten zufolge ist er etwa 1000 Jahre alt, andere bestimmen sein Alter auf „nur“ 500 Jahre („Birth of the Demon“) und eine Geschichte legte al Ghuls Alter sogar äußerst präzise auf 448 bis 453 Jahren („Angel and the Demon“) fest: Seine Geburt datiert damit ins 10. oder ins 15. Jahrhundert.
Seit seinem ersten Auftritt trägt Ra’s al Ghul einen langen dunkelgrünen Umhang mit großer Schärpe und darunter einen normalen Anzug. Am häufigsten variiert die Farbe der Krawatte. Je nach Situation wechselt er jedoch auch zum Kampfanzug oder anderer Kleidung.

## Adaptionen
Der Ra’s al Ghul-Stoff ist in der Vergangenheit mehrfach für andere Medien adaptiert worden: So wurde al Ghuls Herkunftsgeschichte in einer Doppelfolge der Zeichentrickserie Batman: The Animated Series nacherzählt. Ferner trat al Ghul als Widersacher der Titelhelden in den Serien The New Batman Adventures, Batman Beyond und Superman: The Animated Series auf.
Das 2003 erschienene Videospiel Dark Tomorrow handelt von einem Plan al Ghuls, die Welt zu entvölkern, den Batman, als steuerbarer Charakter des Spiels, vereiteln muss.
Zudem trat al Ghul 2011 in dem von Rocksteady Studios entwickelten Batman: Arkham City als Antagonist des dunklen Ritters auf.
2005 wurde Ra’s al Ghul schließlich als Hauptschurke in den Kinofilm Batman Begins von Christopher Nolan eingebaut. Hier tritt al Ghul, verkörpert von dem japanischen Schauspieler Ken Watanabe, zunächst in altbekannter Weise als Führer der Liga der Killer (die hier den Namen „Gesellschaft der Schatten“ trägt) auf. Zu den Mitgliedern der Liga zählt dabei auch ein Mann namens Henri Ducard (Liam Neeson). Am Ende von Batman Begins stellt sich heraus, dass Ducard eigentlich al Ghul ist, während der von Watanabe gespielte Charakter lediglich einer seiner Untergebenen ist, der sich zu Täuschungszwecken als al Ghul ausgab. Al Ghuls Plan, die Welt mit terroristischen Methoden in seinem Sinne umzugestalten, wird am Ende des Films von Batman durchkreuzt, der al Ghul nach einem erbitterten Zweikampf auf Leben und Tod in einem rasenden Monorailzug besiegen kann und ihn seinem Schicksal überlässt, als der Zug entgleist und explodiert. In The Dark Knight Rises taucht al Ghul in Rückblenden erneut auf.
Des Weiteren wird Ra’s al Ghul (und mit ihm die Liga der Assassinen) auch in den Fernsehserien Arrow und Legends of Tomorrow als Antagonist dargestellt. Hier wird er von Matthew Nable gespielt.
In der Krimiserie Gotham tritt Ra’s al Ghul als einer der einflussreichsten Schurken in Erscheinung, verkörpert von Alexander Siddig. Während der ersten Staffeln der Serie agieren er und seine Liga der Schatten allerdings nur verdeckt aus dem Hintergrund, unter anderem durch den Rat der Eulen, ein Geheimbund in Gotham City. Ra’s al Ghul tritt erst am Ende der dritten Staffel persönlich auf und versucht von nun an, den jungen Bruce Wayne auf seine Seite zu ziehen. Im Finale der vierten Staffel verbündet sich Ra’s mit Jeremiah Valeska, um Gotham durch eine Reihe von Bombenanschlägen ins Chaos zu stürzen. Zwar gelingt dies, jedoch wird Ra’s al Ghul letztlich von Bruce und Barbara Kean mit einem verfluchten Dolch erstochen. In der fünften Staffel versucht seine Tochter Nyssa al Ghul, den Tod ihres Vaters als neue Anführerin der Liga zu rächen.

## Wiederkehrende Nebenfiguren
Im Folgenden ein kurzer Überblick über Figuren, die häufig in den Publikationen zu Ra’s al Ghul auftraten:
- Batman
- Bronze Tiger, alias Ben Turner, ist ein Attentäter, der ursprünglich der von Ra’s al Ghul gegründeten Liga der Killer angehörte, sich später jedoch von dieser abwandte und zu einem ihrer ärgsten Feinde wurde. Die Figur trat erstmals in dem Roman Dragon's Fist von Dennis O’Neil und Jim Berry aus dem Jahr 1974 auf. Als Comicfigur trat der Bronze Tiger erstmals in der von O’Neil verfassten Comicserie Richard Dragon, Kung Fu Fighter auf, in deren Ausgabe # 1 vom April 1975 er sein visuelles Erscheinungsbild von dem Zeichner Leopoldo Duranona verliehen bekam.
- David Cain[3] ist ein Berufskiller, der gelegentlich für Ra’s arbeitet. Er tauchte erstmals in Batman #567 vom Juli 1999 auf (Autor: Kelley Puckett, Zeichner: Damion Scott). Er ist ein ehemaliger Mentor und Lehrer von Bruce Wayne, der ihm das Kämpfen beibrachte. Allerdings kam es zum Bruch, als er von seinem Schüler erwartete zu töten. Bruce wollte diese Grenze nicht überschreiten. Cain ist außerdem der Vater von Cassandra Cain, dem späteren dritten Batgirl. Cain wollte aus ihr die perfekte Attentäterin machen, um sie dann Ra’s al Ghul zum Geschenk zu machen.
- Doctor Ebeneezer Darrk (Doctor Darrk) ist ein Gegner von Ra’s al Ghul, der in Detective Comics #405 vom November 1970 vorgestellt wird (Autor: Dennis O’Neil, Zeichner: Neal Adams). Talia, die Tochter von al Ghul tötet ihn später.
- Doctor Harris Moon ist ein Helfershelfer von Ra’s al Ghul der erstmals in Batman #240 von 1972 auftaucht (Autor: Dennis O’Neil, Zeichner: Irv Novick).
- Kyle Abbot und Whisper A'Daire sind zwei Diener von Ra’s al Ghul, die als dessen ständige Agenten im Ausland fungieren. Beide debütierten in Detective Comics #743 vom April 2000 (Autor; Greg Rucka). Als al Ghuls Agenten bereisen A'Daire, eine rätselhafte Femme fatale, und ihr Partner (offiziell ihr Leibwächter) Abbot die Welt, um Aufträge ihres Herren zu erfüllen. Whisper übernimmt dabei die übergeordnete Rolle der Denkerin und Entscheiderin, während Abbot – der Whisper in kompromissloser Liebe treu ergeben ist – als ihr Bodyguard und „Mann fürs Grobe“ die handkantigen Teile ihrer Missionen erledigt.
- Die Liga der Killer (engl. The League of Assassins) ist eine Unterorganisation von Ra’s al Ghuls kriminellem Imperium The Demon. Die Organisation wurde bereits mehrere Jahre vor al Ghuls erstem Auftritt 1972 in Strange Adventures #215 vom November 1968 geschaffen (Autor: Denny O’Neil, Zeichner: Neal Adams).

In dem Kinofilm Batman Begins von 2005 treten zahlreiche namenlose Angehörige der Liga auf, die Ra’s als Handlanger bei seinem Plan unterstützen, Gotham City als einen „Sündenpfuhl der Zivilisation“ zu zerstören. Die Liga wird hier als Gesellschaft der Schatten (engl. League of Shadows) bezeichnet. Zu Beginn des Films schließt der junge Bruce Wayne sich der Gesellschaft an, um sich von ihr für seinen Kampf gegen das Verbrechen ausbilden zu lassen, bricht aber schließlich mit ihr, um zu Batman zu werden und in seiner Heimatstadt dem Verbrechen Widerpart zu halten. Am Ende des Films kehrt die Gesellschaft der Schatten zurück und wird von Batman besiegt. In den Zeichentrickserien Batman: The Animated Series und Batman Beyond treten die Mitglieder der Liga abermals als Handlanger von al Ghul in Erscheinung. In den Comics nach dem Ereignis Rebirth wird die Gesellschaft der Schatten als Untergruppe der Liga der Killer eingeführt. Anderes als die Liga der Killer, die einen höheren Zweck dienen, und Gewalt als nötiges Mittel ansieht um ihre Ziele durchzusetzen, ist die Gesellschaft der Schatten nur an Zerstörung und Chaos interessiert. Angeführt werden sie von Lady Shiva.
- Mad Dog ist ein Auftragsmörder im Dienst von Ra’s al Ghuls Liga der Killer. Er taucht erstmals in Batgirl # 67 vom Oktober 2005 (Autor: Andersen Gabrych, Zeichner: Alé Garza) auf.
- Merlyn (Merlyn the Archer, Merlyn the Magician), alias Arthur King, ist ein Attentäter der Ra’s al Ghuls Liga der Killer angehört. Merlyn, ein meisterhafter Bogenschütze, der erstmals in Justice League of America #94 vom November 1971 (Autor: Mike Friedrich, Zeichner: Dick Dillin und Neal Adams) vorgestellt wird, ist ein Berufskiller, der sich im Auftrag von al Ghul regelmäßig mit Helden wie Batman oder Green Arrow anlegt.
- Nyssa Raatko (arabisch:نيسا رعتكو) ist die älteste Tochter von Ra’s al Ghul. Sie wurde erstmals in der Miniserie Death and the Maidens von 2003 vorgestellt (Autor: Greg Rucka, Zeichner: Klaus Janson).
- Der nur unter seinem Titel als Sensei bekannte Mann (jap. Sensei = „Lehrer“) war zeitweise der Anführer der von Ra’s al Ghul ins Leben gerufenen Mörderbande Liga der Killer. Der Sensei – der optisch mit Ziegenbart und weißen Haaren dem Klischee eines gealterten fernöstlichen Kampfsportmeisters entspricht – debütierte in Strange Adventures #215 Oktober 1968 (Autor und Zeichner: Neal Adams).
- Shrike
- Talia Head (zu Deutsch „Talia Kopf“) ist die Lieblingstochter von Ra’s al Ghul. Ihren Familiennamen Ra’s (arabisch für „Haupt“, auch „Chef“) hat sie durch das englische Pendant „Head“ ersetzt, seit sie eine Karriere als Managerin in den Vereinigten Staaten begonnen hat. Ihr Vorname ist der griechischen Mythologie entlehnt und bedeutet so viel wie „die Blühende“ – eine Anspielung auf Talias „blühende Schönheit“. Sie debütierte in Detective Comics #411 vom Mai 1971 in der Geschichte Into the Den of the Death-Dealers! (Autor: Dennis O’Neil, Zeichner: Bob Brown). Talia ist eine der ambivalentesten Figuren der Reihen „al Ghul“ und „Batman“, da sie sich auf keine Seite festlegen lässt.
- Ubu ist der Name des Leibwächters und Assistenten von Ra’s al Ghul. Die Figur wurde erstmals in Batman #233 von 1971 vorgestellt (Autor: Dennis O’Neil, Zeichner: Neal Adams). Streng genommen ist Ubu keine Einzelperson, sondern lediglich die „Amtsbezeichnung“ von Ra’s, als Person häufig wechselndem, Leibwächter.
- Whisper D’Adaire
- Lady Shiva, alias Sandra Woosan (oder Sandra Wu-San) ist eine amerikanische Söldnerin von unklarer asiatischer Abstammung, die als Angehörige der Terrororganisation Liga der Killer im Dienst von Ra’s al Ghul als dem Führer der Liga steht. Für die Liga führt Shiva als gedungene Mörderin Attentate aus (Shiva, wörtl. „der Gütige“, steht im Hinduismus für das göttliche Prinzip der Zerstörung und Erneuerung). Die Figur debütierte in der Martial-Arts-Comicreihe Richard Dragon: Master of the Kung Fu #5 vom Dezember 1975 (Autor: Dennis O’Neil, Zeichner: Ric Estrada). Innerhalb des DC-Universums, in dem die Geschichten um al Ghul und Batman spielen, gilt Shiva als eine der besten Kampfsportlerinnen und als „tödlichste Frau der Welt“. In der amerikanischen TV-Serie Birds of Prey wurde Shiva von Sung Hi Lee verkörpert. Shiva ist außerdem die Mutter von Cassandra Cain, dem dritten Batgirl.
- Green Arrow, alias Oliver Queen ist ein Superheld aus der fiktiven Stadt Star City (in der Fernsehserie Starling City). In der gleichnamigen Serie wird Oliver immer wieder mit der League of Assassins, konkreter mit Ra’s al Ghul und seiner Tochter Nyssa in Verbindung gebracht.

## Veröffentlichungen

### Amerikanische Ausgaben
- Mike W. Barr und Jerry Bingham: Son of the Demon (1987).
- Dennis O’Neil / Neal Adams u. a.: Tales of the Demon TPB (1991).
- Mike W. Barr und Tom Grindberg: Bride  of the Demon (1990),
- Dennis O’Neil und Norman Breyfogle: Birth of the Demon (1992),
- Chuck Dixon und Graham Nolan: Bane of the Demon (1997).
- Greg Rucka und Klaus Janson: Death and the Maidens (2004), ISBN 1-4012-0234-9.
- Devin Grayson und Paul Gulacy: Year One: Ra’s al Ghul (2005).

### Deutsche Ausgaben
- Batman Superband #3, Ehapa Verlag, 1978.
- Batman Superband #10, Ehapa Verlag, 1980.
- Batman Klassik. Die Saga von Ra’s al Ghul #1-4, Norbert Hethke Verlag, 1990.
- Batman: Neal Adams Collection, Panini Verlag, 2003.